# 哈里森 (伊利諾伊州溫納貝戈縣)
哈里森（英語：Harrison）是位於美國伊利諾伊州溫納貝戈縣的一個非建制地區。該地的面積和人口皆未知。

## 地理
哈里森的座標為42°25′38″N 89°11′29″W / 42.4272°N 89.1914°W，而該地的平均海拔高度為228米（即728英尺）。